# Eulalia havaica
Eulalia havaica är en ringmaskart som beskrevs av Johan Gustaf Hjalmar Kinberg 1866. Eulalia havaica ingår i släktet Eulalia och familjen Phyllodocidae. Inga underarter finns listade i Catalogue of Life.